# Wirtualna Polska
Pour les articles homonymes, voir WP.
Wirtualna Polska (en français : Pologne virtuelle, en abrégé : WP), est un portail web de Pologne. Fondé en 1995, il est connu depuis cette date, comme le premier portail de Pologne, leader dans l'offre de nouveaux services sur le marché polonais. Son siège est à Gdańsk, sixième ville de Pologne, intégrée à la Tricité.

## Histoire
Wirtualna Polska a été créée par Leszek Bogdanowicz, Damian Woźniak, Marek Borzetowski et Jacek Kawalec à l'Université de technologie de Gdańsk, qui se sont rencontrés via Internet. La première mouture du forum est mis en ligne en mars 1995 sous le nom de Wirtualna Polska. Au début, il était accessible sur www.wp.cnt.pl (CNT = Centrum Nowych Technologii, Centre de nouvelle technologie). En 1998, il migra vers www.wp.pl qui est devenu son adresse actuelle.
Beaucoup des activités du portail étaient alors à la pointe. Wirtualna Polska utilisait le langage de programmation XHTML et fut le premier à créer un catalogue de sites web avec un classement. Des dialogues en ligne et des services de personnalisation étaient disponibles également. Avec des services de sport et d'actualités, Wirtualna Polska garantissait un accès à un certain nombre de services comme les boites mails gratuites, les hébergements de sites, un moteur de recherche et Spik un service de messagerie instantanée (aujourd'hui désactivé). Un des services les plus populaires est le service mp3 offrant légalement des chansons polonaises, et d'autre part assurant la diffusion d'artistes indépendants.
En 2004 Wirtualna Polska est le deuxième portail polonais derrière Onet.pl 
En 2010, une enquête de l’agence Millward Brown (en) auprès de plus de 3 000 internautes polonais place le portail en tête des portails polonais
En 2013, Orange son propriétaire le vend pour 90 millions d'euros (valorisé 100 millions d'euros) au groupe polonais O2.
Le groupe Wirtualna Polska SA (pl) comprend les différentes filiales et activités associées. Il est devenu en 2014 le leader de l'internet polonais avec 17,4 millions d'utilisateurs
Selon Alexa Wirtualna Polska est le 7e site le plus visité de Pologne, et le 442e site le plus visité au monde, le 6 janvier 2017

## WP et Wikipédia
En avril 2009, France Télécom et Wikimedia Foundation signent un accord qui permet à Wirtualna Polska d'utiliser le logo et le nom « Wikipédia », et également de télécharger des articles et leurs récentes mises à jour.

## Divers
Wirtualna Polska utilise le langage de balisage XHTML. De nouveaux services sont disponibles pour les smartphones et les tablettes tactiles en langage HTML5 - CSS3

## Source
- (en) Cet article est partiellement ou en totalité issu de l’article de Wikipédia en anglais intitulé « Wirtualna Polska » (voir la liste des auteurs).